# Zwiesel (Kocheler Berge)

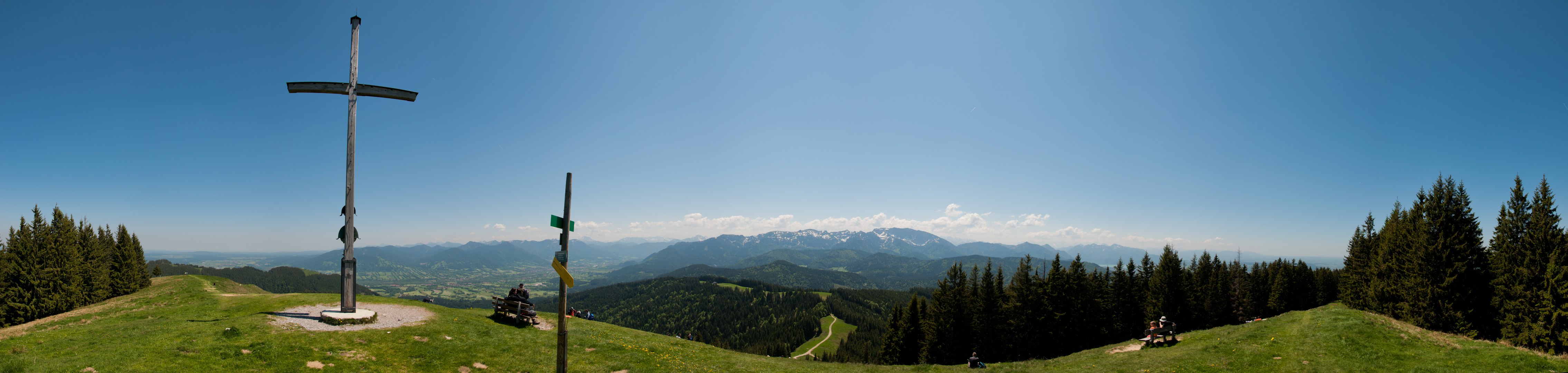
Zwieselgipfel (Bayerische Voralpen)

Der Zwiesel, auch Zwieselberg genannt, ist ein 1348 m ü. NHN hoher Berg in den Bayerischen Voralpen bei Bad Tölz. Der Berg ist als einfache Bergwanderung mit 620 m Aufstieg vom Parkplatz Waldherralm in Wackersberg zu erreichen. Der Zwiesel befindet sich in der unmittelbaren Nachbarschaft des Blombergs. Vom Gipfel des Zwiesels bietet sich eine gute Aussicht auf die Benediktenwand, das Karwendel, die Rofanspitze sowie das Kitzsteinhorn. Unterhalb des Zwieselgipfels liegt auf 1245 m die Zwieselalm (auch Schnaiteralm oder mundartlich „Schnoaderalm“).